# Impasse des Pénitents
L'impasse des Pénitents (en alsacien : Biessergässel) est une voie sans issue de Strasbourg située dans le quartier de la Krutenau. 

## Situation et accès
S'ouvrant au no 11 de la rue Sainte-Madeleine par le porche d'une maison à colombages, l'impasse est constituée d'une enfilade de deux petites cours pavées aboutissant au pied de l'école élémentaire voisine.

## Histoire et origine du nom
Selon la plaque apposée à l'entrée, « ce nom rappelle le couvent des Pénitentes qui fut édifié en ces lieux au XVe siècle ».

Cet établissement religieux est également connu sous le nom de « couvent de Sainte-Madeleine ».
Cependant la voie a d'abord porté le nom de Vendenheimsgesselin (1431, 1467, 1588). Puis apparaît Reuhgesselin (1580, 1587) qu'Adolphe Seyboth décrit comme un passage communal étroit, partiellement contigu au couvent des pénitentes (Almmendschlupf, zum Theil auf die Reuerinnen stossend), suivi par Reuerinnengässel au XVIIIe siècle. En allemand, Reue désigne le repentir, la contrition, la pénitence. En français la voie devient la « rue des Pénitentes » (1792, 1817).

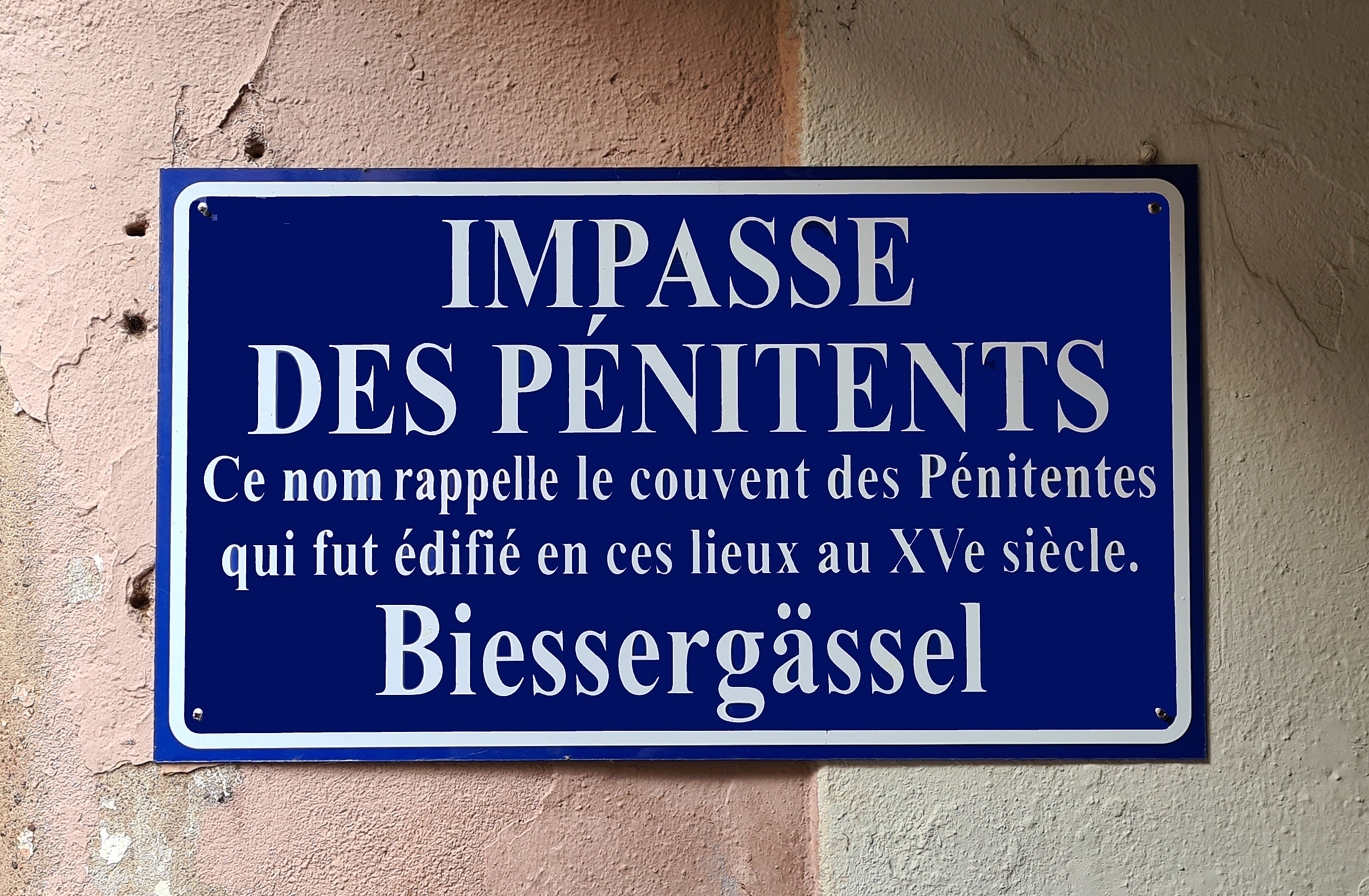
Plaque bilingue, en français et en alsacien.

Au moment de la Révolution, elle est également renommée « rue de l'Espérance » (1794).
Le nom actuel, « impasse des Pénitents », est présent en 1856, 1918 et depuis 1945, après un renommage en Büssergässchen pendant l'Occupation, en 1872 et 1940.
À partir de 1995, des plaques de rues bilingues, à la fois en français et en alsacien, sont mises en place par la municipalité lorsque les noms de rue traditionnels étaient encore en usage dans le parler strasbourgeois. Le nom de l'impasse est ainsi sous-titré Biessergässel.

## Bâtiments remarquables
Après la démolition de plusieurs maisons, l'impasse en forme de couloir a été transformée en cours, entourées de maisons à colombages.

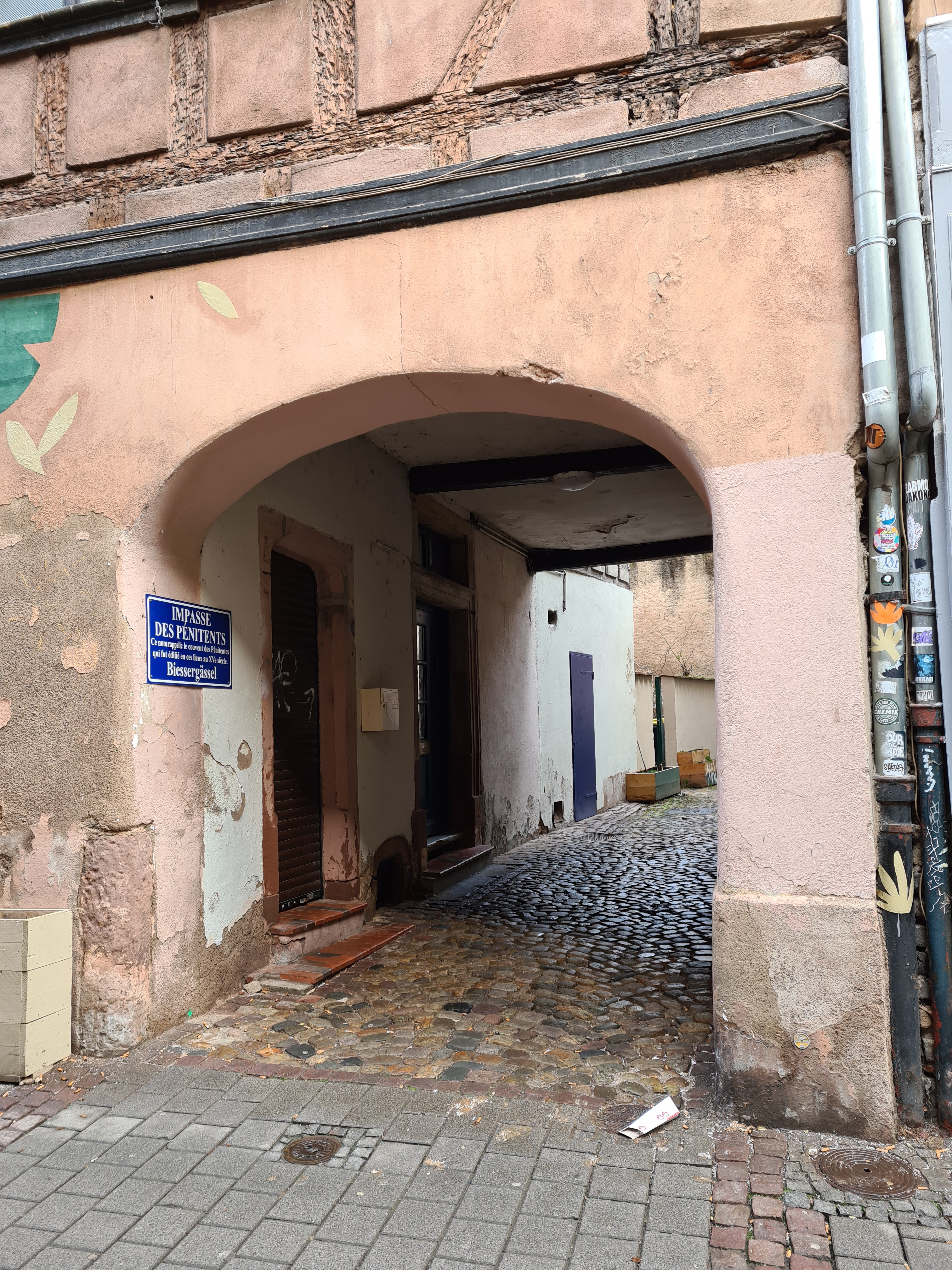
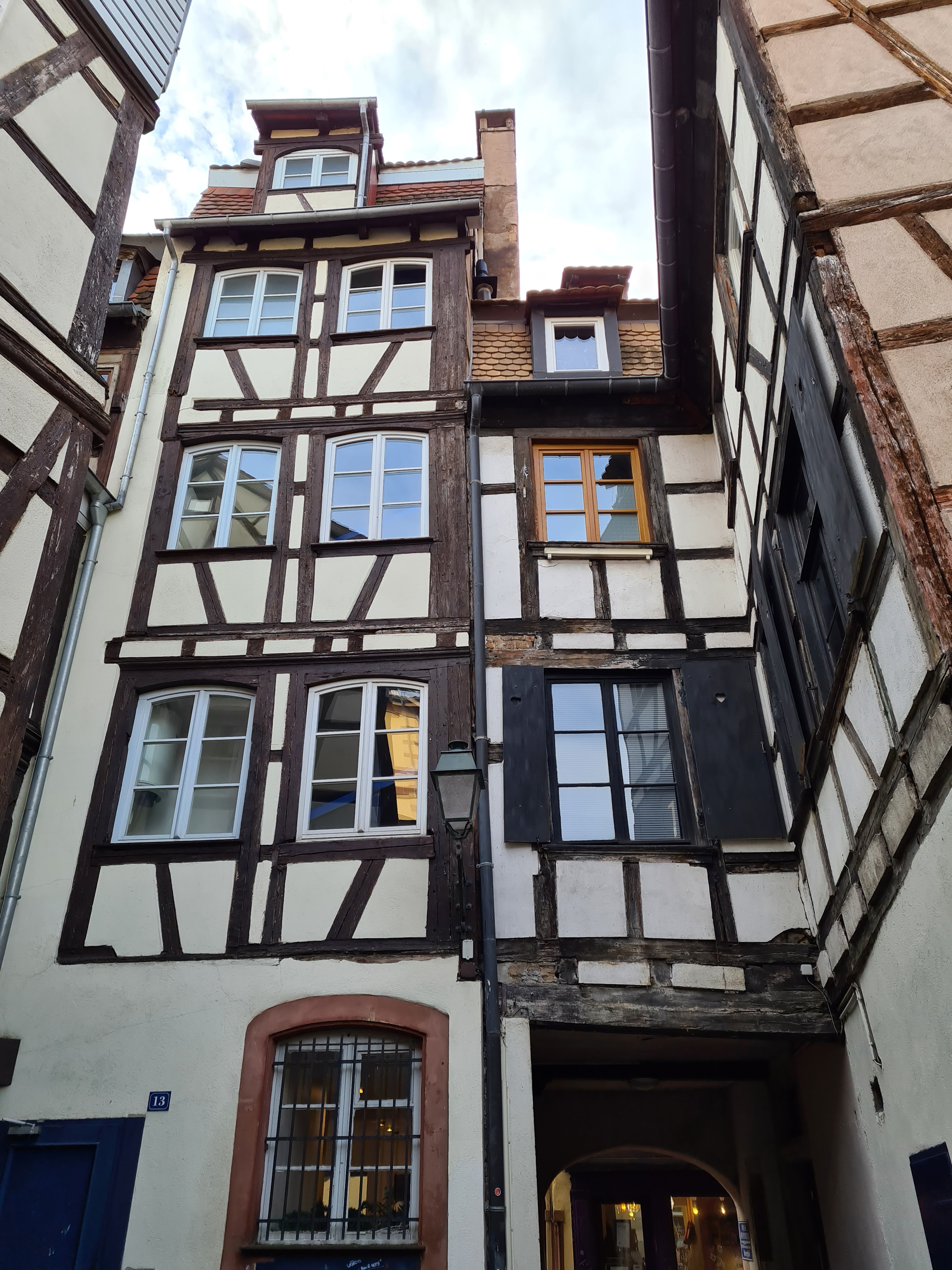
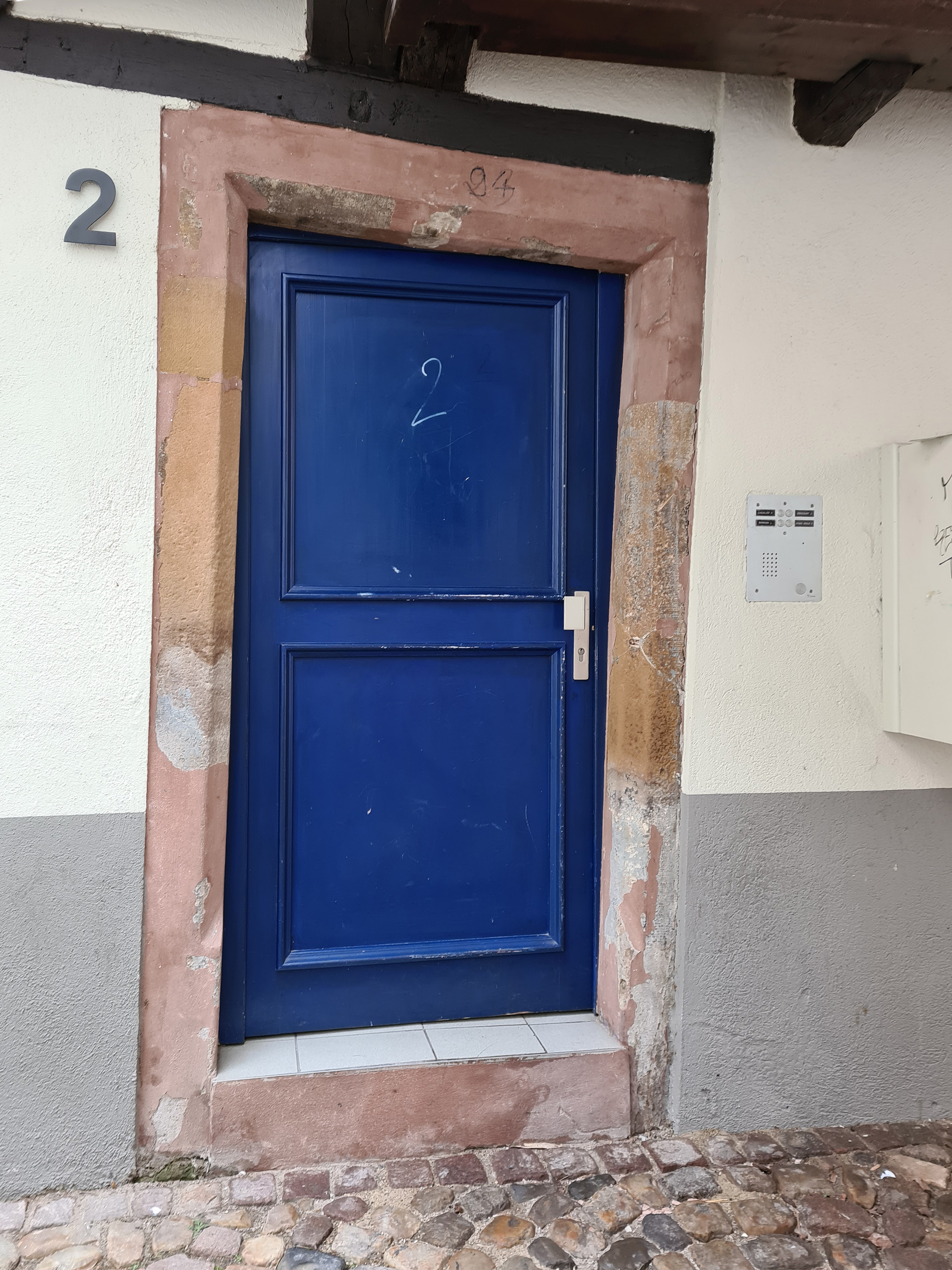
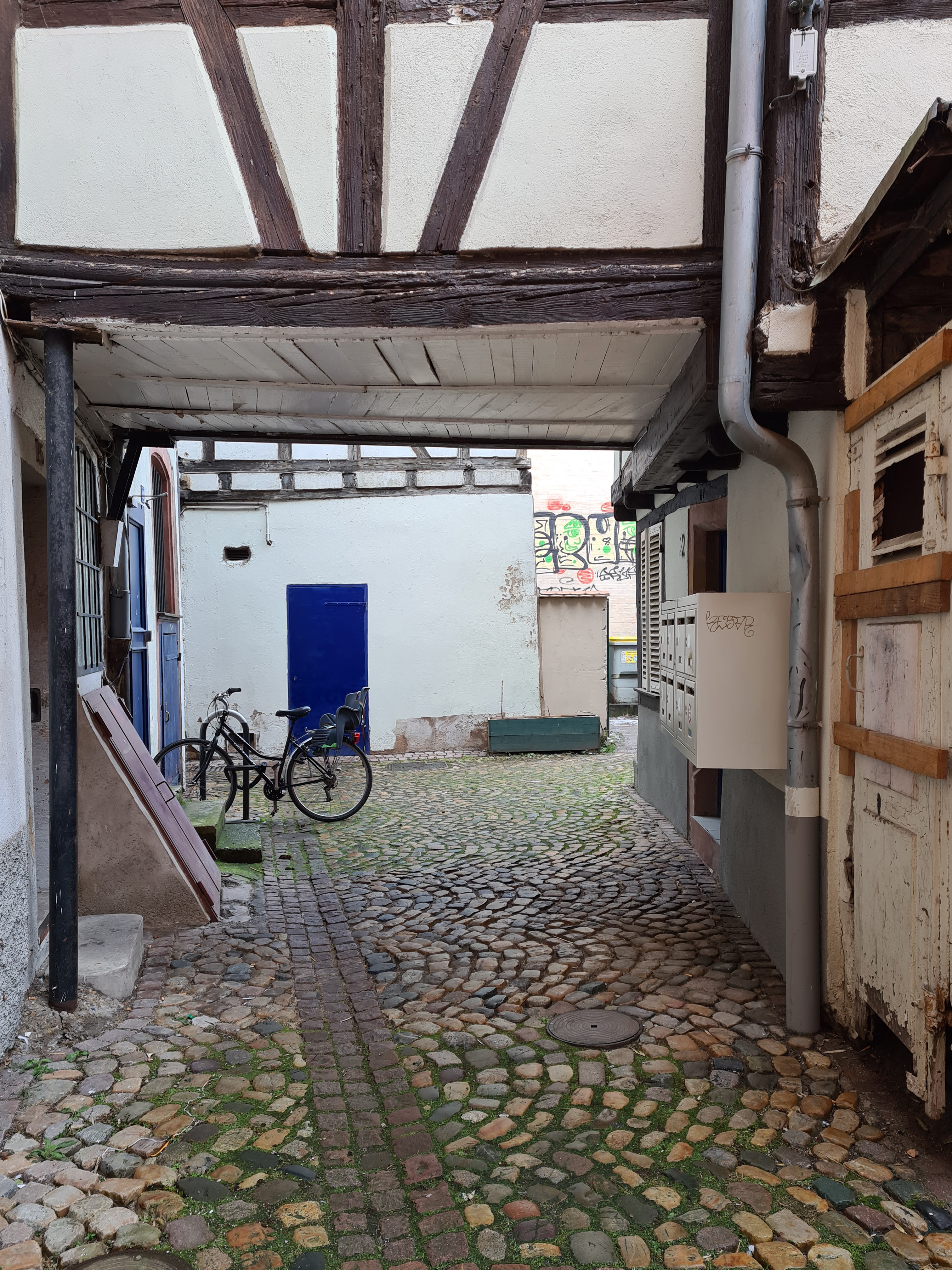
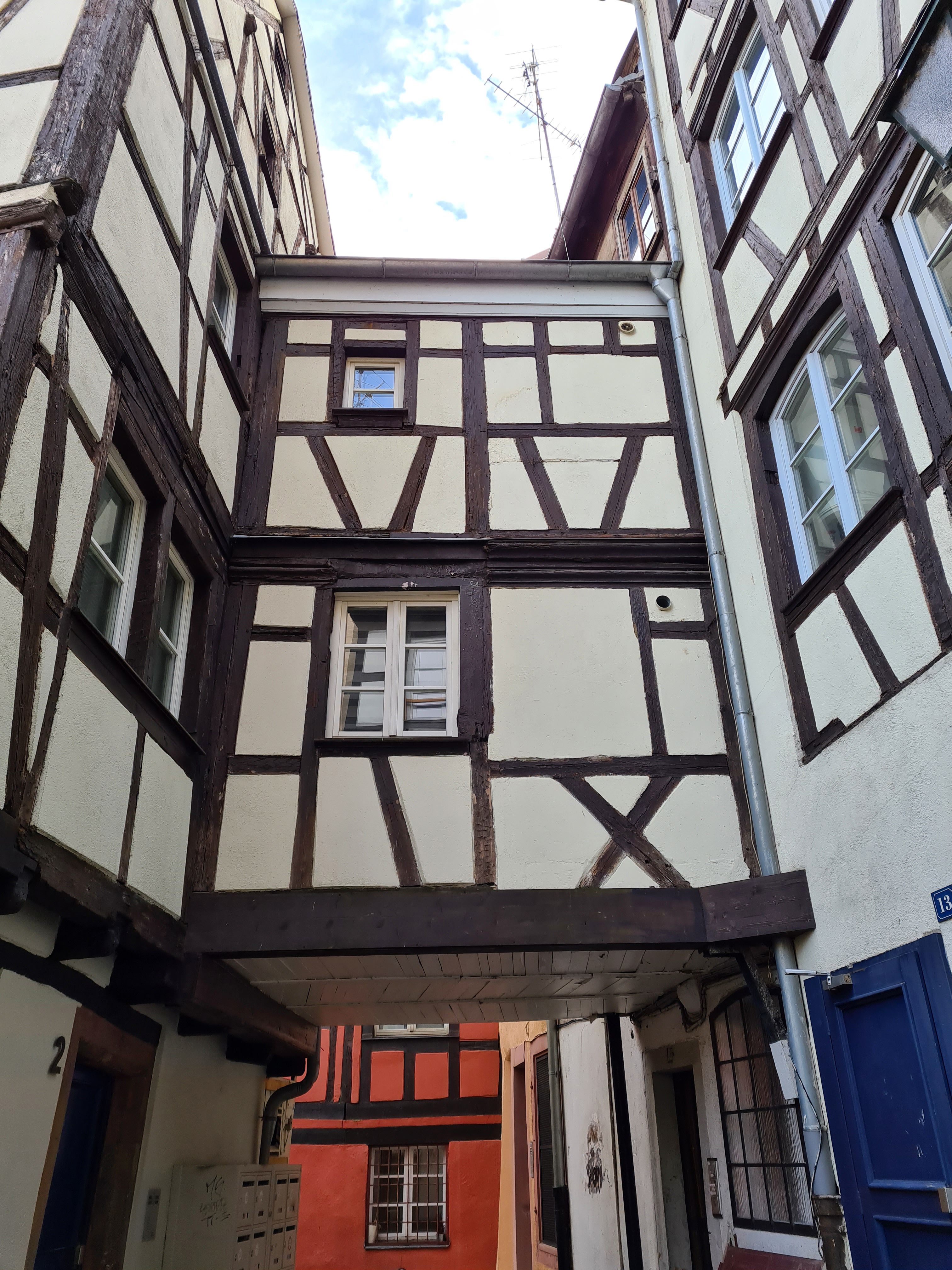
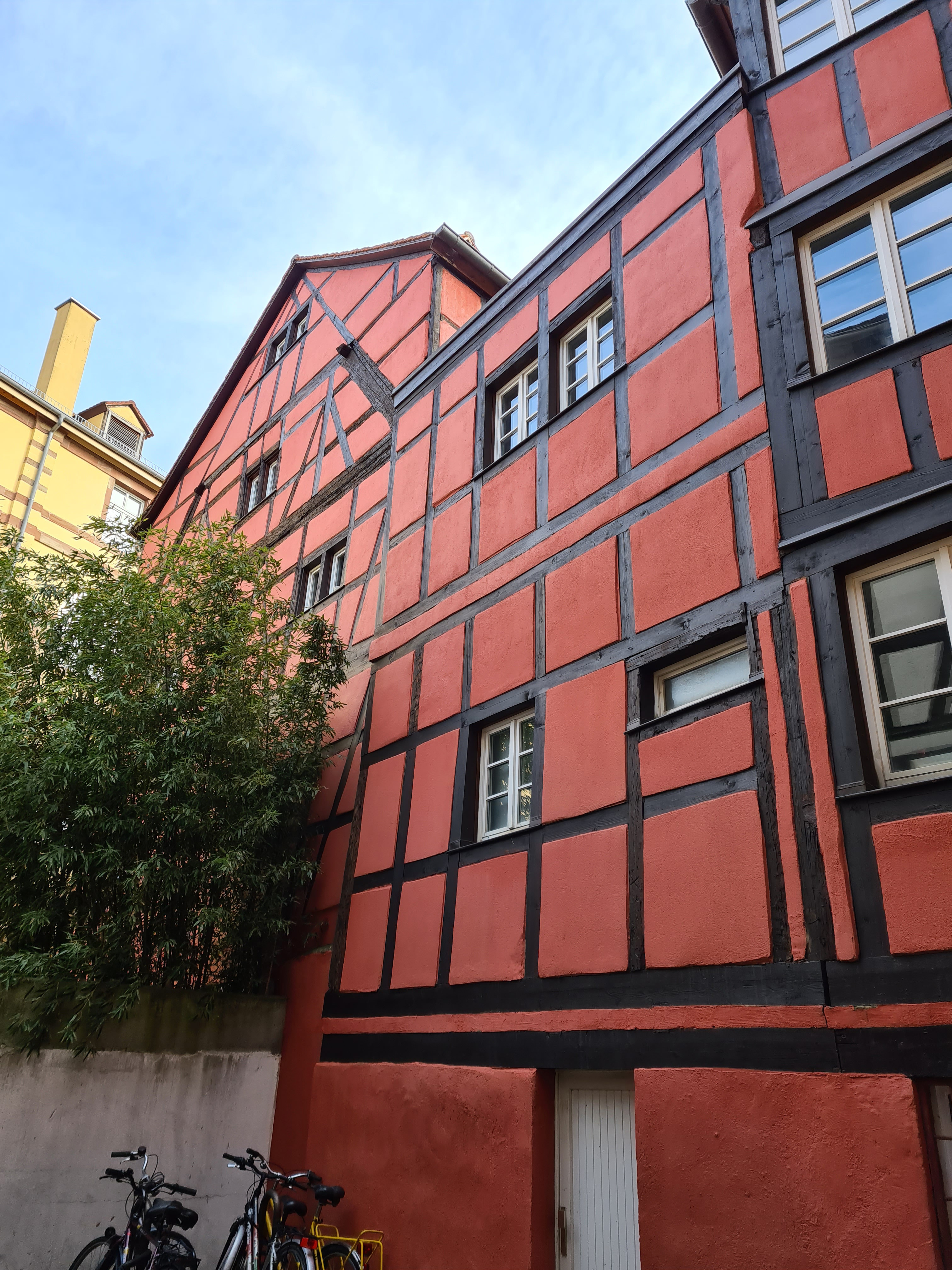
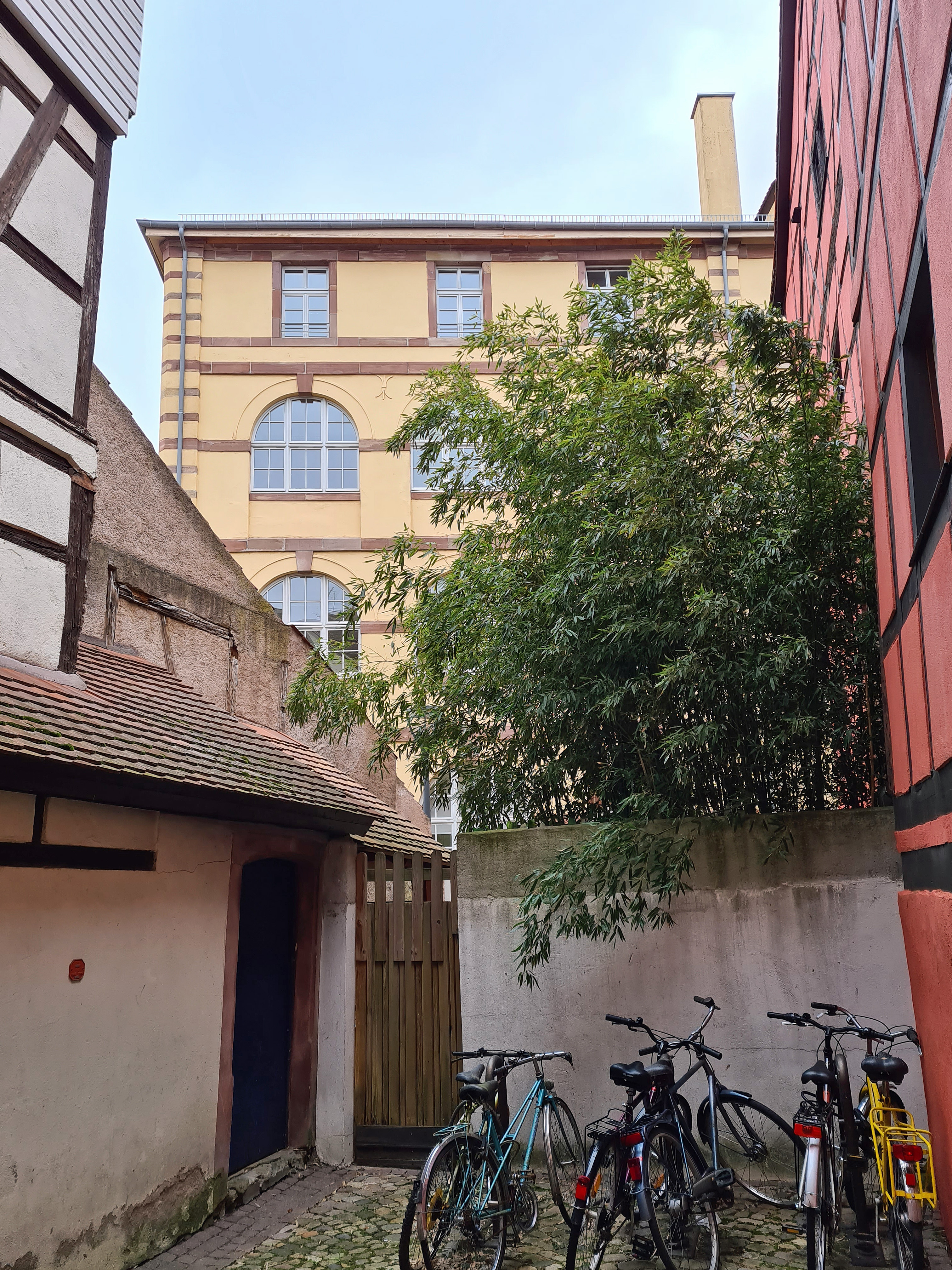